# Adoração dos Reis Magos (Fra Angelico, São Marcos)
A Adoração dos Reis Magos em São Marcos é um afresco de Fra Angelico em uma cela dupla usada por Cosme de Médici, criado entre 1441 e 1442.
A Adoração dos Reis Magos (do título da seção em latim da Vulgata, A Magis adoratur) é o nome tradicionalmente dado ao tema cristão parte da Natividade, no qual os três reis magos, representados como reis vindos do oriente, tendo encontrado Jesus ao seguir a estrela de Belém, colocam aos pés do Menino Jesus presentes de ouro, incenso e mirra. Eles também o adoram como "rei dos judeus". Este evento foi relatado em Mateus 2:11.
As pinturas na célula dupla diferem em alguns aspectos dos afrescos de Fra Angelico em outras células. A linguagem pictórica é mais descritiva e as cores são mais brilhantes e a composição é mais complexa. Em comparação com as outras células, a contribuição de Fra Angelico é menor e a de seus assistentes, particularmente Benozzo Gozzoli, é maior.